# Glenn Berggoetz
Glenn Berggoetz (Atlantic City, 29 ottobre 1966) è un attore, regista e scrittore statunitense.
Ha diretto molti film con un budget basso (chiamati anche film di serie B), come The Worst Movie Ever!, To Die is Hard, Midget Zombie Takeover, Therapissed, Evil Intent, e Separate Checks.

## Carriera
Berggoetz è nato il 29 ottobre 1966 alle porte di Atlantic City nel New Jersey, e cresciuto a Fort Wayne in Indiana dal 1968 fino al 2005, si è laureato da Concordia Lutheran High School nel 1985 e ha ricevuto la sua laurea presso l'Università statale della California. Inizialmente desiderava diventare uno scrittore, ha pubblicato infatti alcuni racconti, e ha scritto tre romanzi (mai pubblicati). A metà degli anni 1990, ha iniziato a scrivere sceneggiature ed entro il 2006, aveva completato otto scritti. Incapace di far in modo che gli studi leggessero le sue sceneggiature, e agendo grazie a un suggerimento, decise di produrre e dirigere dei suoi film. Il suo primo tentativo è stato completato nel 2006, finendo di girare il film Bad Movies, Good Showers and Civil Engineers. Entro la fine del 2007, aveva completato due cortometraggi supplementari e due lungometraggi. Ad oggi, tre dei suoi film sono trasmessi nella emittente canadese, quattro hanno ricevuto versioni cinematografiche limitate, e sei dei suoi progetti cinematografici hanno avuto degli accordi con delle case di distribuzione cinematografiche.Il film di Berggoetz The Worst Movie Ever! è stato selezionato dal critico cinematografico indipendente Terra King come uno dei dieci migliori lungometraggi indipendenti del 2011, nel 2013, l'8 febbraio ha presentato Midget Zombie Takeover a Winchester, in Virginia. Da allora, Midget Zombie Takeover è stato proiettato in vari paesi degli Stati Uniti
Nella primavera del 2014 il magazine Paste ha rilasciato una lista dei 100 più grandi film di serie B nella storia del cinema ed il film di Berggoez To Die is Hard è 16° in questa lista.

## Vita privata
Berggoetz attualmente vive a Denver, in Colorado, ed è professore di inglese al Metropolitan State University di Denver.

## Filmografia
- Guernica Still Burning (2008)
- Bad Movies, Good Showers, and Civil Engineers (2009)
- To Die Is Hard (2010)
- Therapissed (2010)
- Evil Intent (2010)
- The Worst Movie Ever! (2011)
- Separate Checks (2011)
- Midget Zombie Takeover (2013)